# Burgstall Herrenstein

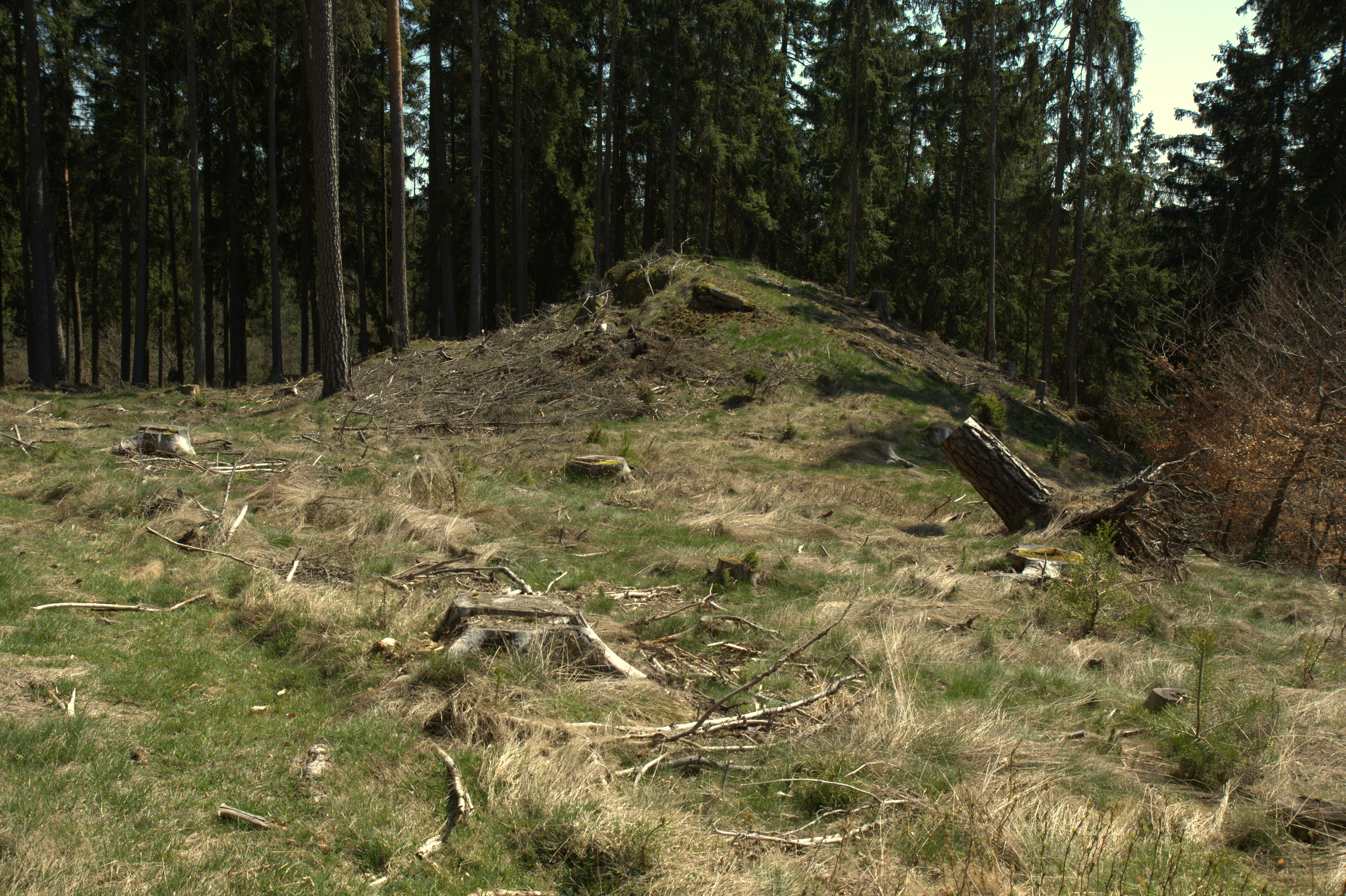
Burgstall Herrenstein

Der Burgstall Herrenstein, auch Burgstall Ermesreuth genannt, bezeichnet eine abgegangene Spornburg auf einem Felsen bei 470 m ü. NN westlich der Einmündung des Gänsknickbaches in den Frombach bei dem Markt Falkenberg im Oberpfälzer Landkreis Tirschenreuth in Bayern. Die Anlage wird als Bodendenkmal unter der Aktennummer D-3-6139-0025 im Bayernatlas als „mittelalterlicher Burgstall“ geführt.
Von der um 1350 verfallenen ehemaligen Burganlage des verschwundenen Ortes Ermweichsreuth zeigt der Burgstall auf dem Felsen zwischen Frombach und Gänsknickbach nur noch Grabenreste und Balkenlöcher.

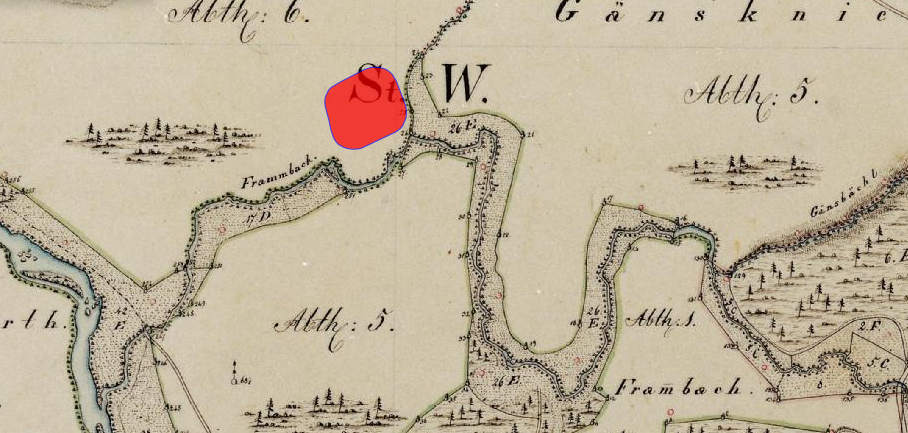
Lageplan des Burgstalls Herrenstein auf dem Urkataster von Bayern

## Geschichte
Lange Zeit war Herrenstein gänzlich vergessen und wurde erst in den 70er Jahren des 20. Jh. durch Heimatforscher wiederentdeckt und erforscht. Diese Burg dürfte eine kleine Turmburg gewesen sein. Wann sie entstand, ist unbekannt, aber der Verkauf leuchtenbergischer Güter an das Kloster Waldsassen dürfte im Jahre 1302 hier beurkundet worden sein. Die Ermersreuther (Besitzer der Burg von 1200 bis 1374) haben sie scheinbar mehrmals an die Leuchtenberger verkauft und wieder zurückgekauft. Diese wiederum haben sie mehrmals an das Kloster Waldsassen veräußert. Danach wird der Ort nur noch als Wüstung genannt, an den langsam jede Erinnerung verloren ging. Die spätere Flurbezeichnung war Eichelgarten.